# Chant VIII de l'Enfer
Le Chant VIII de l'Enfer est le huitième chant de l'Enfer de la  Divine Comédie du poète florentin Dante Alighieri. Il se déroule dans le cinquième cercle, à savoir ou sont punis les prodigues et les coléreux ; nous sommes dans la nuit du 8 au 9 avril 1300 (samedi saint), ou selon d'autres commentateurs entre le 25 et le 26 mars 1300.

## Thèmes et contenus

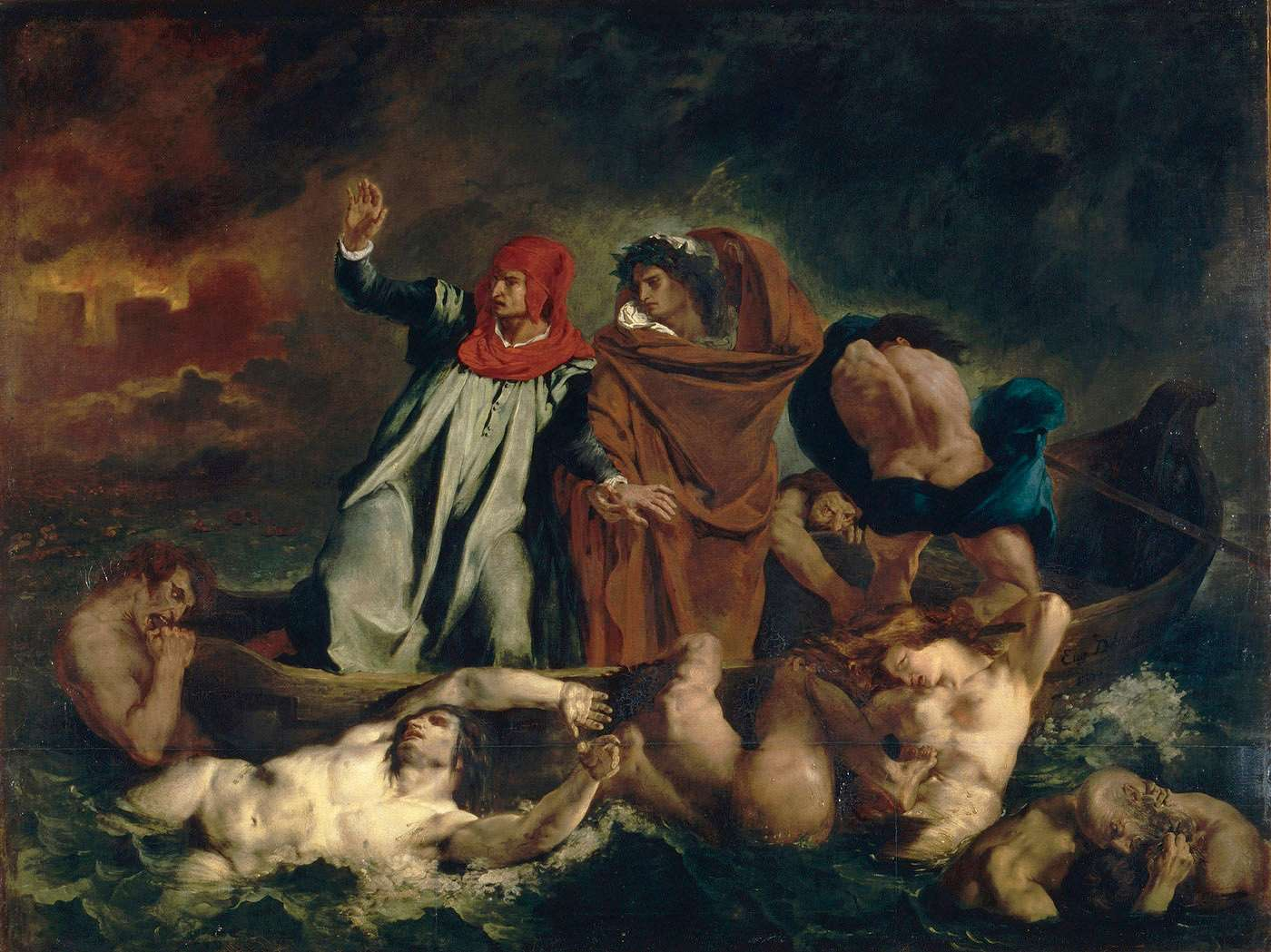
Le passage du Styx dans La Barque de Dante par Eugène Delacroix

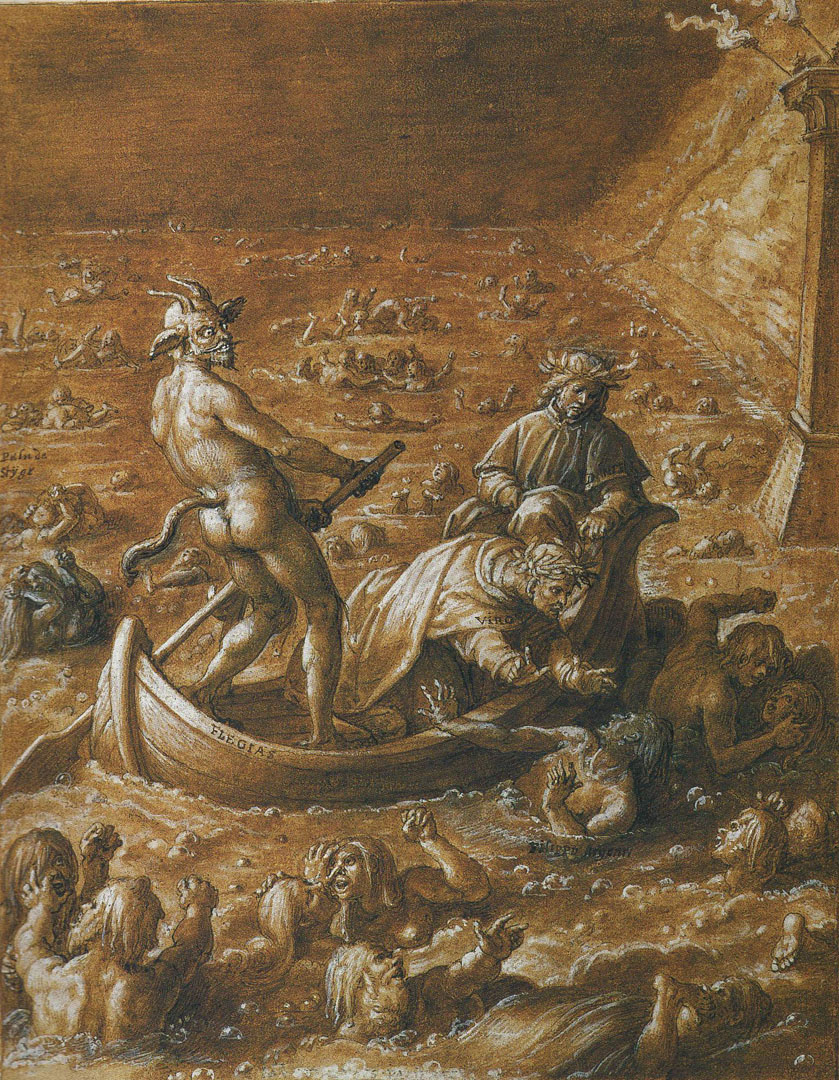
Phlégias, illustration de Giovanni Stradano (1587)

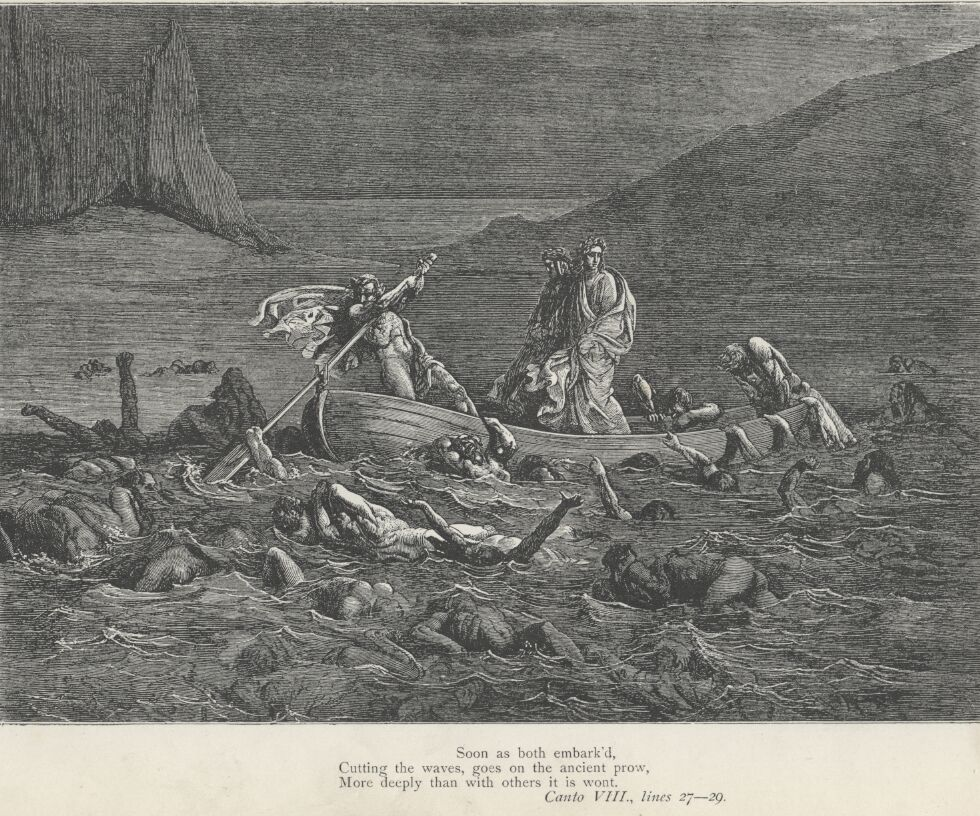
La barque entourée par les damnés du marais, illustration par Gustave Doré

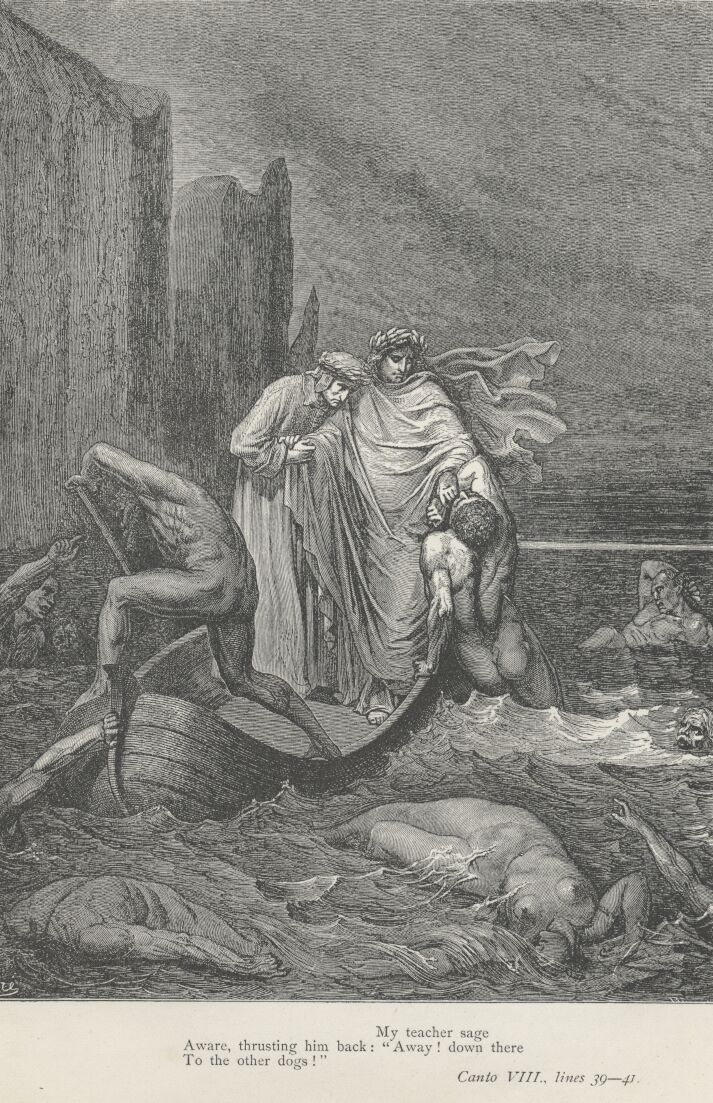
Filippo Argenti et Virgile, illustration de Gustave Doré.

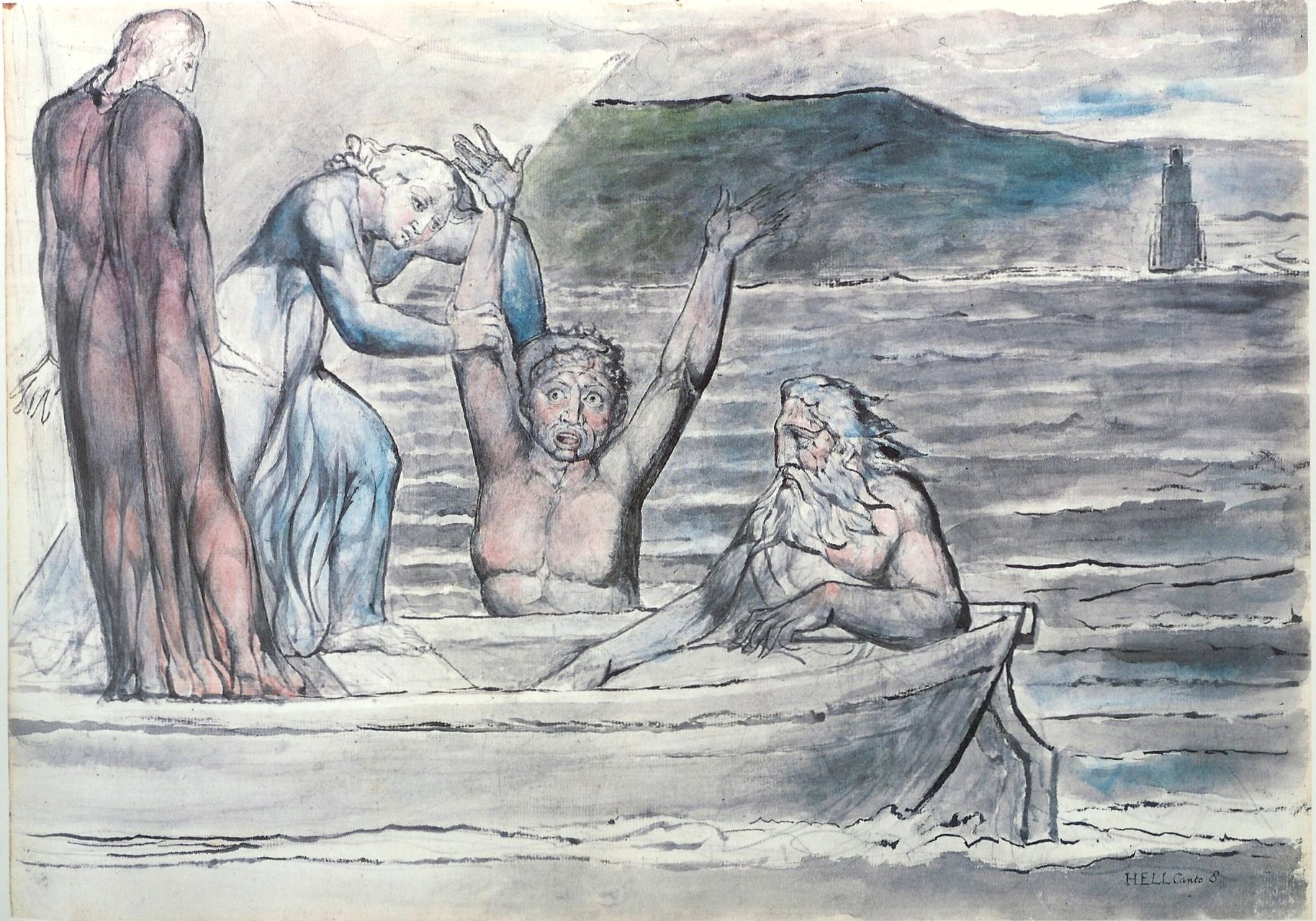
Filippo Argenti illustration de William Blake

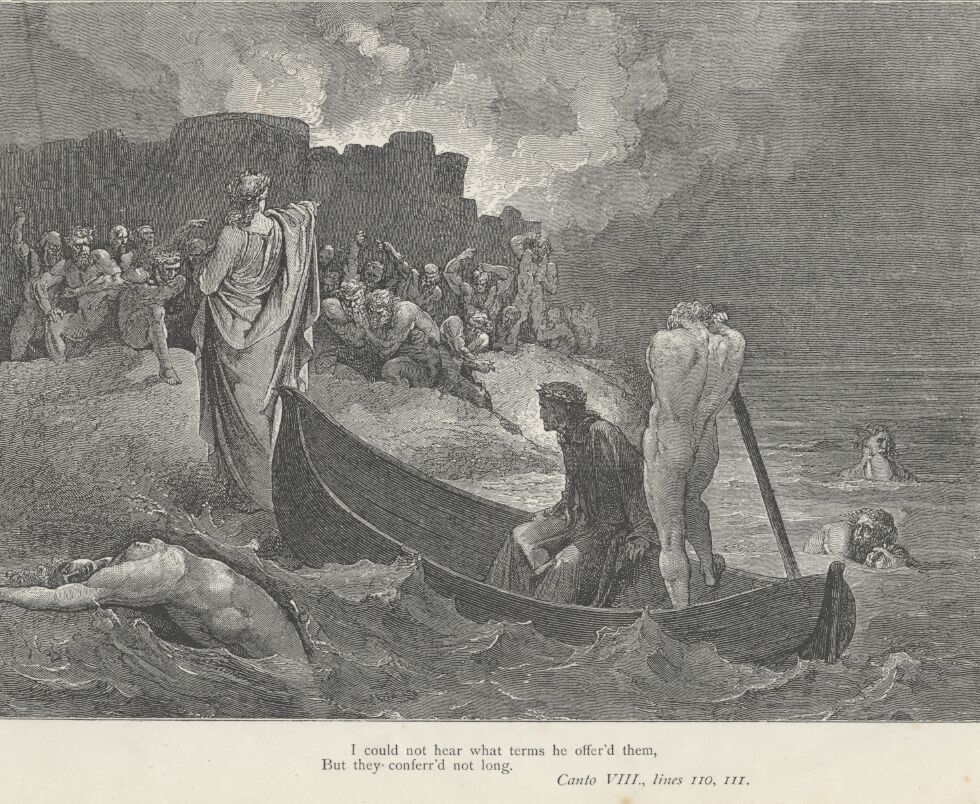
Le débarquement devant les murs de la ville de Dite, illustration de Gustave Doré.

### Je dis, en suivant...: verset 1
Le Chant VIII commence par un verset qui a donné lieu à de nombreuses spéculations : Io dico, seguitando.... Le poète en effet ne reprend pas le récit là où il l'avait laissé dans la clôture du Chant précédent, de l'arrivée au pied de la tour devant le marais du Styx, mais peu de temps auparavant, lorsque les deux poètes encore à distance remarquent un signal lumineux sur la tour, auquel répond un signal similaire provenant d'une tour plus éloignée. Ce saut inhabituel en arrière, combiné à la formule d'ouverture, a donné lieu à certaines spéculations sur une possible césure entre les Chants précédents et celui-ci.
Tout d'abord, il faut souligner que la datation exacte de la Divine Comédie est inconnue : la rédaction de l'Enfer est généralement placée entre 1306 et 1309, compte tenu des faits qui y sont relatés, des « prophéties » de Dante et d'autres facteurs.
Giovanni Boccaccio a été le premier à supposer une date beaucoup plus ancienne, au moins pour les sept premiers Chants de l'Enfer, placés vers 1301. Les indices sur lesquels il se base sont plutôt bancals, mais cette théorie sur les deux phases de composition de la cantica a également été reprise par certains auteurs modernes de Dante, comme G. Ferretti (I due tempi della composizione della Divina Commedia, Bari, 1935). Ces indices sont : l'absence de mention de l'exil de Dante (juin 1301) dans la prophétie prononcée par Ciacco au Chant VI ; l'attaque à reculons du Chant VIII, avec la reprise marquée ( seguitando...) comme s'il s'agissait d'une œuvre interrompue  et une maturation stylistique générale entre les premiers Chants et la partie suivante, qui peut toutefois s'expliquer comme une évolution naturelle du style poétique au fur et à mesure de la création du poème.
Boccace, pour appuyer sa thèse, a également illustré avec force détails une anecdote, qui est généralement considérée comme un faux par les spécialistes. Selon sa reconstitution, vers 1306, un parent de Dante a trouvé, en fouillant accidentellement, un « petit carnet » où étaient transcrits les sept premiers Chants de l'Enfer. Il la remet au poète Dino Frescobaldi, qui, émerveillé par la beauté des vers, transmet l'enveloppe au marquis Moroello Malaspina au château de Fosdinovo, en Lunigiana, où Dante est alors hébergé en exil. Le marquis, à son tour impressionné par l'œuvre commencée et abandonnée, aurait persuadé le poète « de ne pas laisser sans fin un si noble début ». Selon Boccace, donc, la jonction entre les œuvres serait reconnaissable précisément par ce  seguitando, même si les études modernes ont mis en évidence la fréquence de ces répétitions chez Dante, surtout au début des chapitres (Vita Nuova VI, XI et XXIX, Convivio II-10, De Monarchia I-15, II-3, etc.).

### Passage du Styx, Phlégias: verstes 1-30
Alors que les deux poètes s'approchent de la tour, Dante remarque des signaux lumineux en provenance de son sommet, auxquels répondent des signes similaires, à peine perceptibles depuis une tour identique située plus loin. Demandant à Virgile leur signification, Dante reçoit en réponse qu'il la verra bientôt lui-même dans la fumée du marais du Styx.
En effet, plus rapide qu'une flèche, une petite barque arrive (versets 13-16), avec un seul rameur (« galeoto »), qui se présente en criant aux deux pèlerins :  Or se' giunta, anima fella ! (Te voilà, âme damnée !), ce à quoi Virgile répond : Flegïàs, Flegïàs, tu grigli a vuoto, disse lo mio segnore, a questa volta non avrai più ci che sol passando il loto («  il loto » signifie boue).
Phlegias est un personnage mythologique emprunté à l'Enéide et à la Thébaïde de Stace, symbole de colère violente et de feu. En effet, selon le mythe, il a mis le feu au temple d'Apollon à Delphes pour se venger du dieu qui avait séduit sa fille Coronides. La phlégie peut également être considérée comme un symbole d'irrévérence envers la divinité. Sa ressemblance n'est pas décrite et son rôle est inexprimé. S'il semble peu probable qu'il soit un passeur pour les pécheurs passant dans les cercles inférieurs, les âmes étant envoyées directement après le jugement de Minos, peut-être pourrait-il être celui qui prend les courroucés et les jette au milieu du marais. En tout cas, Dante ne mentionne pas son excitation, tant à l'arrivée qu'à la descente des deux poètes dans sa barque rapide.
Dante ne manque pas de souligner combien la barque est anormalement alourdie par le poids de son corps d'homme vivant, alors que Phlegias et Virgile seuls ne parviennent pas à la faire couler.

### Filippo Argenti: versets 31-63
Pendant la traversée, un damné se tourne vers Dante. Ils entament une vive querelle, soulignée par la répétition des mêmes vers dans le style de la répartie (vieni/vegno, non rimango/ti rimani, se'/son, piangere/piangere). Dante a une attitude dédaigneuse envers les damnés : c'est un exemple clair de ce qu'il entend par « dédain », c'est-à-dire une juste colère contre le mal, par opposition à la colère réelle des damnés.
Le damné s'accroche alors au bateau avec ses mains et est promptement chassé par Virgile, qui rassure alors Dante en l'embrassant. À ce stade, il y a un passage qui a suscité la perplexité en raison de sa dureté : Dante exprime son désir de voir cette âme qui l'avait attaqué s'enfoncer dans le marais avant de terminer la traversée et Virgile le loue pour son désir de vengeance et lui assure qu'il sera bientôt satisfait ; en effet, bientôt les autres damnés se liguent tous contre cette âme en criant « A Filippo Argenti !  », qui, fou de rage, ne peut rien faire d'autre que de se mordre. C'est à ce moment que le nom du personnage est donné, au moment le plus infâme.
Dante, contrairement aux autres damnés qu'il a rencontrés jusqu'à présent et envers lesquels il a éprouvé de l'indifférence ou des sentiments de pitié jusqu'aux larmes (Paolo et Francesca, Ciacco), manifeste ici pour la première fois de la haine et de la complaisance pour la mauvaise fortune, en utilisant un épisode aux traits excessifs, presque brutaux, par rapport à l'affront de Filippo Argenti. C'est précisément à partir d'épisodes comme celui-ci que nous pouvons voir comment il n'idéalise pas sa personne, mais manifeste également sa bassesse, ses peurs, ses faiblesses humaines, donnant à sa comédie une vigueur vitale.
Dante sera également cruel avec Vanni Fucci (Enfer, XXIV), avec Bocca degli Abati (Enfer, XXXII), avec Frate Alberigo et Branca Doria (Enfer, XXXIII), mais dans aucun autre cas à part celui-ci nous ne trouverons l'approbation de Virgile, qui dans le poème symbolise la raison, scellée par le seul baiser de la Divine Comédie.
Il y a une disproportion entre le péché de la vie d'Argenti ou son comportement dans l'Enfer de Dante (en fait, juste une explosion de colère d'un esprit que Dante lui-même définit comme « bizarre », c'est-à-dire facile à se mettre en colère) et la haine de Dante, avec un épisode décrit comme étant sous le couvert de perpétrer une ignominie durable. On pensait qu'il existait des frictions personnelles entre les deux personnages : les commentateurs anciens rapportent certaines circonstances, dont il n'existe cependant aucune documentation (comme l'épisode d'une gifle à Dante, ou le fait qu'Argenti avait l'habitude de chevaucher avec les orteils à l'air, frappant une fois le poète au visage, qui le dénonça et le fit condamner par la magistrature), tandis que la haine envers la famille des Adimari à laquelle appartenait Filippo Argenti est également soulignée dans un passage du Paradis, lorsque Cacciaguida les définit comme la « race outrageuse qui s'endurcit / derrière ceux qui fuient », c'est-à-dire comme cette « mauvaise famille »  qui a la fureur typique des prédateurs envers ceux qui sont en difficulté.
Nous sommes face à un cas de vie florentine banale, liée à de petites angoisses et rivalités personnelles. Il est souvent rapporté que les Adimari ont pris des mesures pour que l'exil de Dante ne soit pas révoqué, ou qu'ils ont confisqué une partie des biens des Alighieri, des nouvelles peu documentées, sauf dans les éditoriaux postérieurs à la publication de la Commedia. Une autre interprétation, soutenue par des commentateurs plus modernes, soutient qu'Argenti représente le type de personne connu sous le nom de «  magnat pas magnanime », voué à la violence, à la colère et à l'orgueil. La « bonne colère de Dante » doit donc être comprise non seulement contre Filippo, mais contre cette catégorie d'hommes.

### Les murs de la ville de Dite: versets 64-130
Dante ne veut plus parler de « l'Argenti » et commence à voir les murs de la cité de Dite et à entendre les gémissements des damnés qui y sont enfermés. Il voit des tours enflammées, jaillissant des murs comme des minarets ('meschite', de l'espagnol 'mazquit') et arrive au fossé qui entoure les murs, dans lequel s'ouvre une porte, protégée par une myriade de diables.
Les diables sont surpris de voir une personne vivante et Virgile demande à leur parler en privé. Les démons répondent qu'il doit venir, mais demandent à Dante de rentrer seul. Ici, Dante s'adresse directement au lecteur pour exprimer sa peur, mais aussi inconsciemment pour le rassurer car il est en train d'écrire, donc son aventure s'est forcément terminée par le franchissement de l'obstacle. Dante supplie Virgile de ne pas l'abandonner, mais le « duc » le rassure et va parler aux démons. En réponse, ils lui ferment la porte de la cité des morts au nez, et Virgile revient vers Dante en colère, mais le rassure à nouveau en lui disant que leur mission va être accomplie, et que l'opposition des démons est normale : ils ont refusé l'entrée même au Christ lorsqu'il est entré en enfer, et il a dû détruire la porte principale des enfers, celle où Dante avait lu l'inscription sinistre Lasciate ogne speranza, voi ch'intrate.
Le Chant est interrompu, mais la scène a sa suite directe dans le Chant suivant, où, en plus des diables, les trois Erinyes arrivent pour attaquer les poètes afin de l'empêcher d'entrer dans la ville de Dite.